# Bülten (Ilsede)
Bülten ist ein nördlich des Zentrums liegender Ortsteil der Gemeinde Ilsede im Landkreis Peine, Niedersachsen.

## Geschichte
Hügelgräberfelder aus der späten Bronzezeit, die sich ca. um 1000 v. Chr. datieren lassen, finden sich im Bültener Holz.
Das Dorf Bülten wurde 1318 erstmals urkundlich erwähnt. Das Überschreiten der Bevölkerungszahl über rund 2500 Einwohner war Anlass, die Gemeinde 1966 von „Klein Bülten“ in „Bülten“ umzubenennen. Am 1. Februar 1971 erfolgte der Zusammenschluss Bültens mit den umliegenden Orten zur Gemeinde Ilsede.

## Politik

### Ortsrat
Der Ortsrat Bülten setzt sich aus sieben Ortsratsmitgliedern zusammen, die durch Kommunalwahlen für jeweils fünf Jahre gewählt werden.
Bei der Kommunalwahl 2021 ergab sich folgende Sitzverteilung:
| Ortsrat 2021Insgesamt 7 Sitze - SPD: 4 - Grüne: 1 - CDU: 1 - Basis: 1 |

### Ortsbürgermeister
Ortsbürgermeister war bis Mitte November 2009 Bernd Wuttke (verstorben) (SPD). Ihm folgte der stellv. Bürgermeister Karl-Otto Böker (CDU). Seit der Kommunalwahl 2011 ist Werner Bethmann (SPD) Ortsbürgermeister.

### Wappen
| | Blasonierung: „In Silber auf schwarzem Boden mit eckigem Hügel belegt mit gekreuzten goldenen Schlägel und Eisen, ein schwarzer Förderturm beseitet von zwei schwebenden grünen Tannen.“ |
| Wappenbegründung: Länger als ein Jahrhundert haben der Erzbergbau und das anschließende Schmelzen des Roherzes zu Roheisen das Leben im Gebiet „Bülten-Adenstedt“ geprägt. Erst am 31. März 1976 gingen mit der letzten Schicht im Schacht Emilie 118 Jahre Erzbergbau zu Ende. Es ist daher nicht verwunderlich, dass beide Gemeinden Bülten, seit dem 1. Februar 1971 Ortsteile von Ilsede, den Symbolen des Bergbaus einen hervorragenden Platz im Wappen einräumen. Das Wappen wurde am 15. November 1950 durch das Niedersächsische Ministerium des Innern genehmigt. | |

## Kultur und Sehenswürdigkeiten
- Die Alte Kapelle in Bülten ist aus dem 15. Jahrhundert. Heute dient sie als besonderer Trauraum des Standesamt Ilsede.[6]
- Am Rand des Bültener Holz weist ein Findling mit der Inschrift „Gräberfeld der Bronzezeit, ca. 1000 v. Chr.“ auf den historischen Friedhof hin. Diese Gräber gehören zu den geschützten archäologischen Kulturdenkmälern im Landkreis Peine.[7]
- Die Evangelisch-lutherische Markuskirche steht an der Schützenstraße von Bülten.

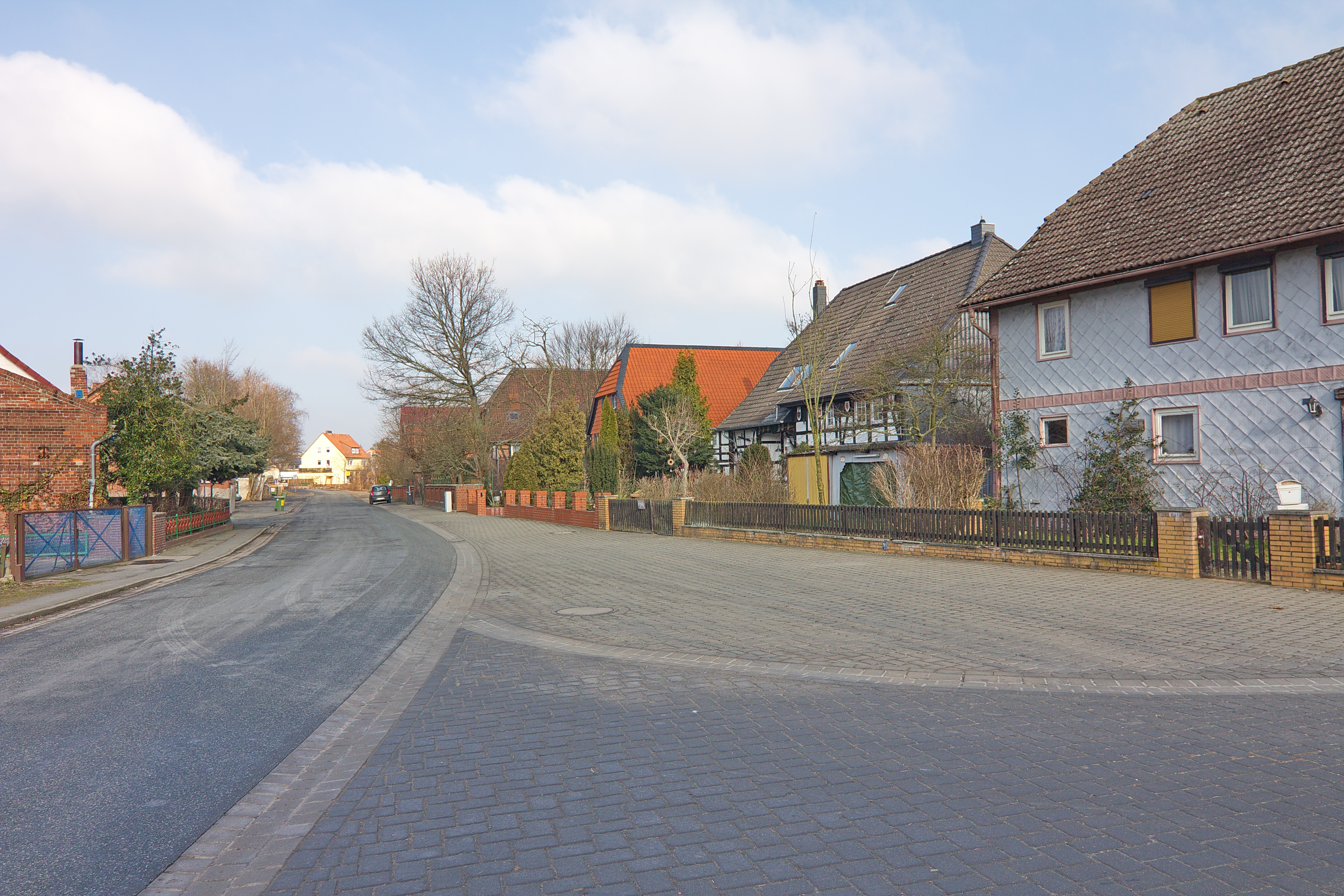
Ortsblick
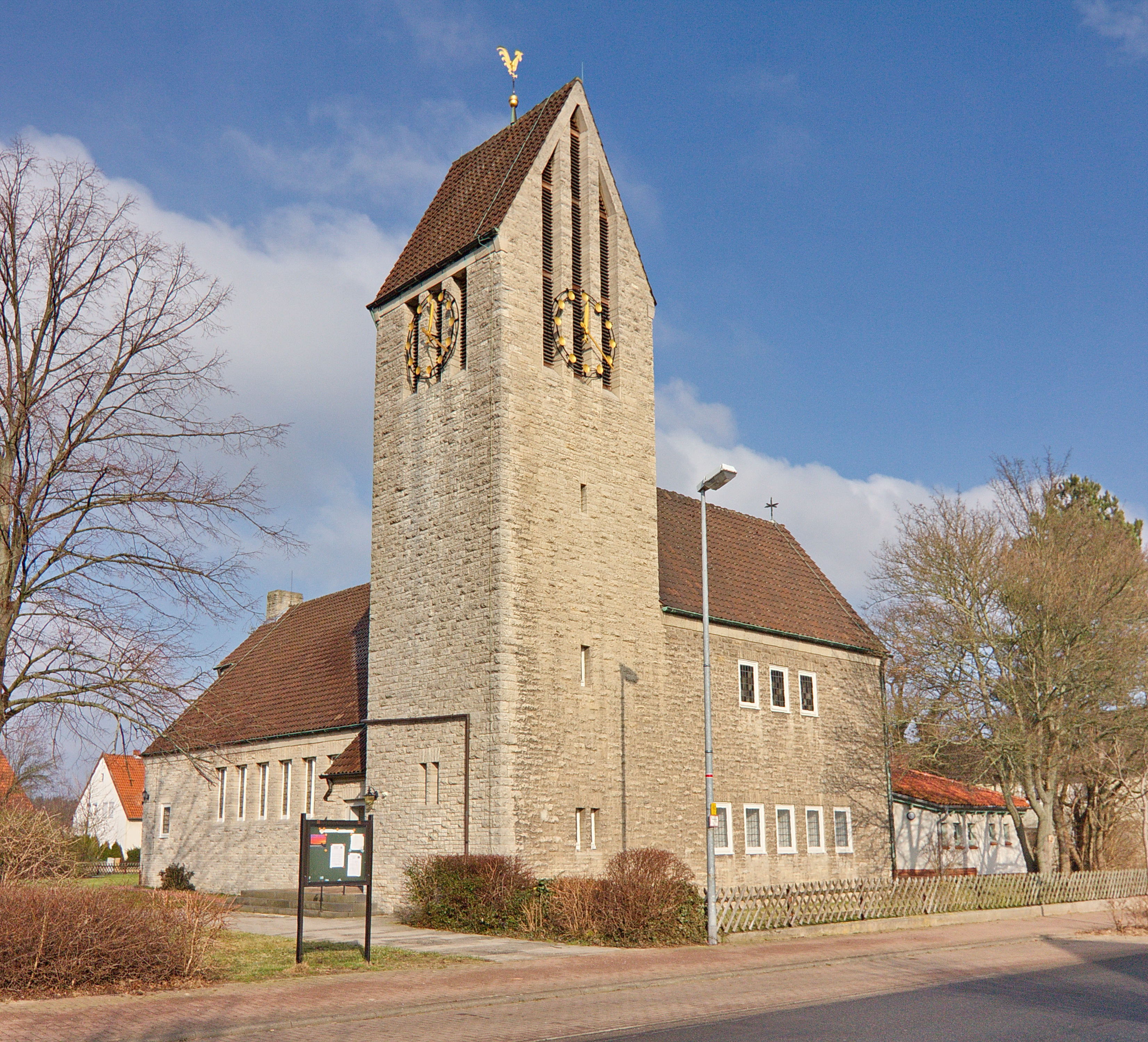
Markuskirche
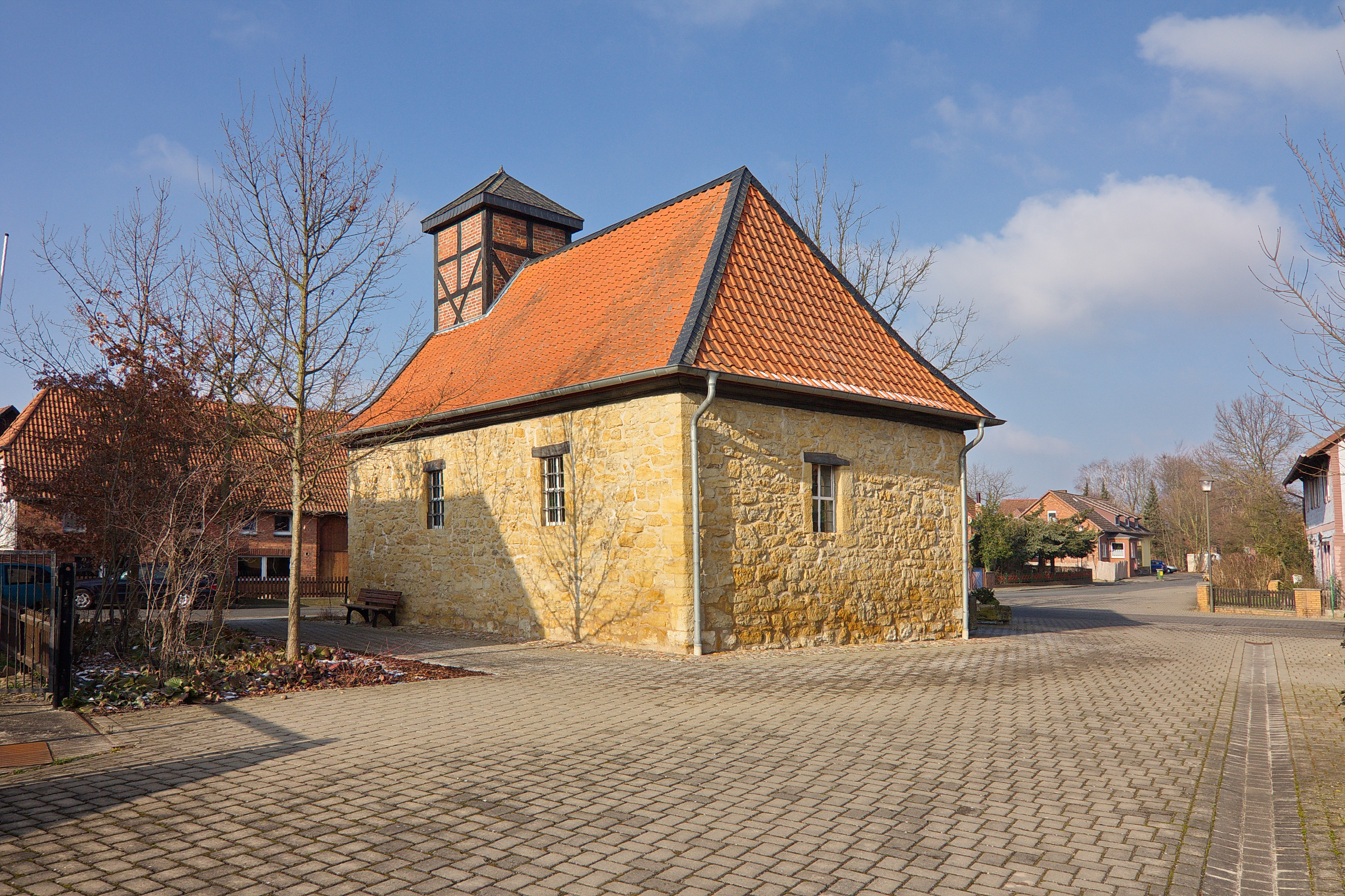
Alte Kapelle aus dem 15. Jahrhundert
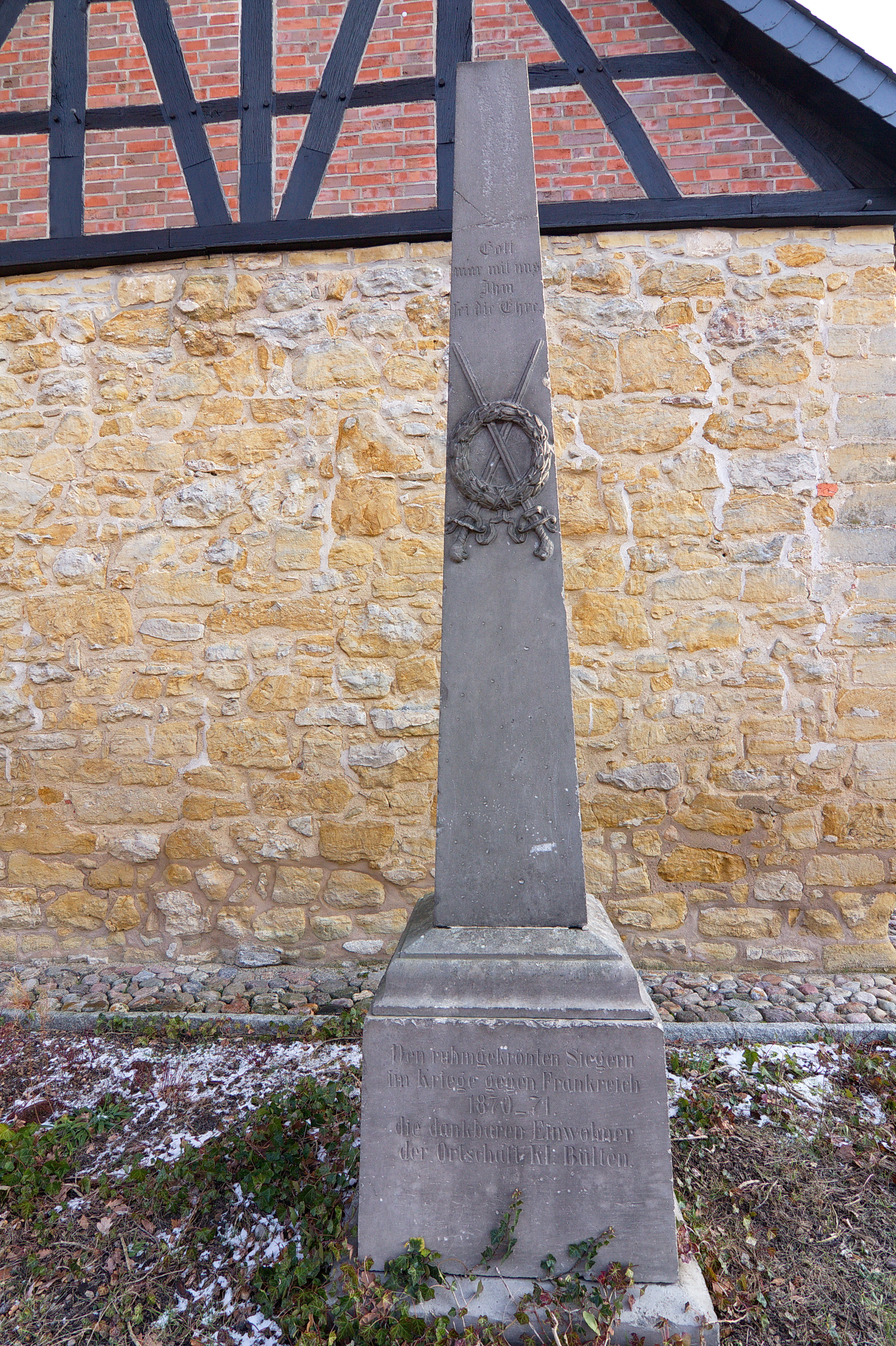
Kriegerdenkmal